# Dorothea Jordan

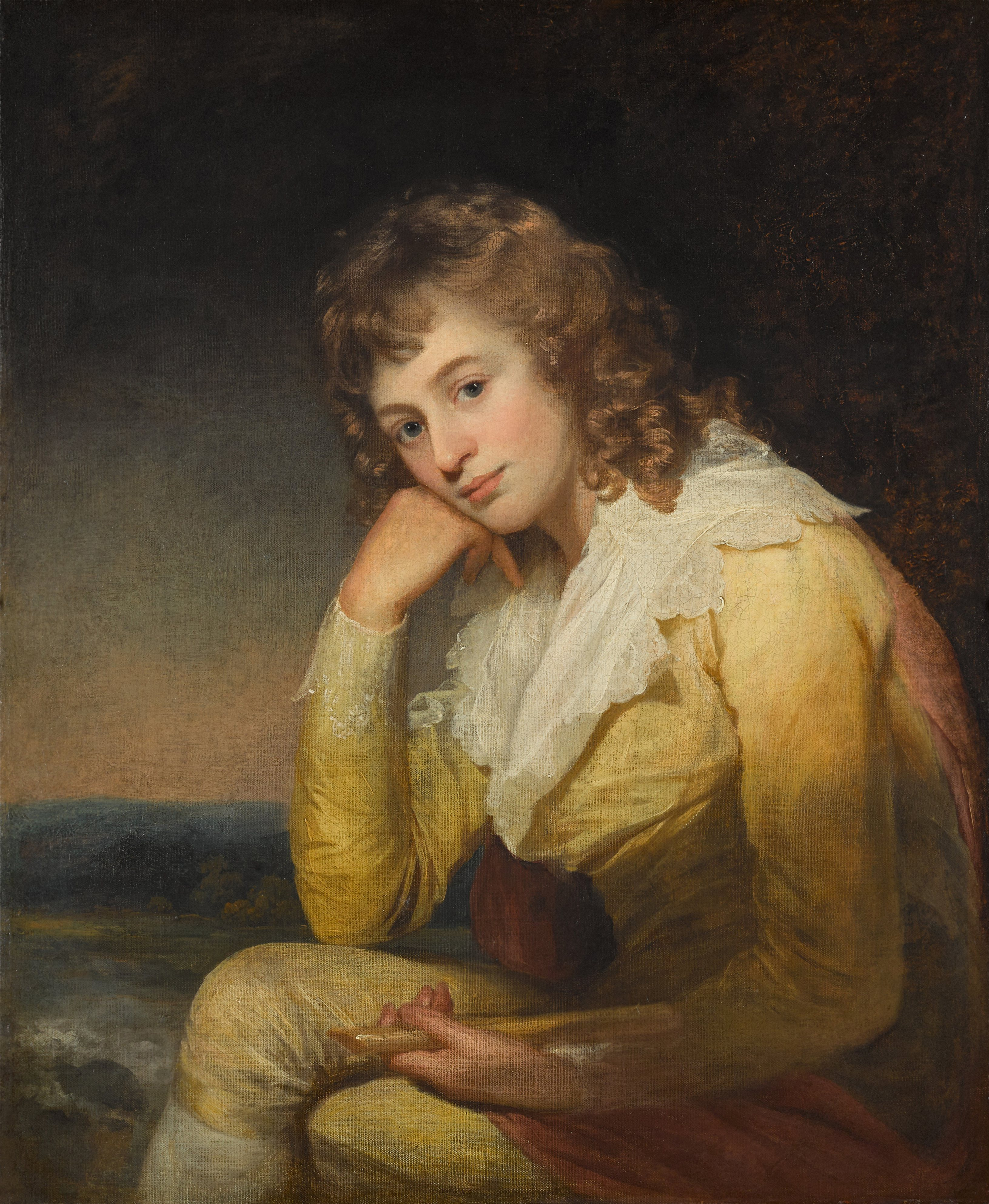
Portret van Dorothea Jordan (door William Beechey) als Rosalind in Naar het u bevalt

Dorothea Jordan, pseudoniem van Dorothea Bland (nabij Waterford, 21 november 1761 – Saint-Cloud, 5 juli 1816) was een Iers actrice, die bekend werd als maîtresse van de latere koning Willem IV van het Verenigd Koninkrijk.
Jordan maakte in 1777 te Dublin haar debuut, als Phebe in As You Like It. Ze werd al snel succesvol, en speelde vanaf 1782 in Yorkshire en vanaf 1785 in Londen. Ze gold in haar tijd als de beste komedie-actrice na Kitty Clive. Ze noemde zich "Mrs. Jordan" omdat een getrouwde vrouw als actrice meer geaccepteerd was, maar is in werkelijkheid haar hele leven ongetrouwd gebleven.
Ze had al vijf onwettige kinderen uit eerdere relaties, toen ze in 1790 een relatie begon met de Hertog van Clarence (de latere Britse koning Willem IV). De hertog verwekte tien onwettige kinderen bij haar, die de achternaam FitzClarence kregen. Nadat de relatie in 1811 was geëindigd ontving Jordan een financiële schikking, plus de voogdij over haar dochters, onder de voorwaarde dat ze nooit meer toneel zou spelen. Toen ze dat echter toch deed, kreeg de Hertog van Clarence ook de voogdij over de dochters.
In 1814 of 1815 vertrok Jordan naar Frankrijk, naar verluidt om een schuld te ontvluchten. Ze stierf waarschijnlijk in Saint-Cloud, nabij Parijs, al wordt ook beweerd dat ze in werkelijkheid nog zeven jaar onder een valse naam in Engeland leefde.

## Bekende afstammelingen
- Duff Cooper, (1890-1954), politicus
- Alexandra van Fife (1891-1959) en Maud van Fife (1893-1945), tevens kleindochters van koning Eduard VII
- Andrew Bertie (1929-2008), aristocraat
- Johnny Dumfries (1958-2021), autocoureur
- David Cameron (1966), premier[1]

- Biblioteca Nacional de España: XX5452156
- Gemeinsame Normdatei: 119241722
- International Standard Name Identifier: 0000 0000 6316 5145
- Library of Congress Control Number: n83008309
- MusicBrainz: 399a44b7-d495-48e3-88ad-983d3f7834c9
- Nationale Bibliotheek van Israël: 987007405928405171
- Nederlandse Thesaurus van Auteursnamen: 085035963
- SNAC: w68w3z91
- Système universitaire de documentation: 152287191
- Trove: 1025526
- Virtual International Authority File: 188148995742359750384